# 李秉喆
李 秉喆（イ・ビョンチョル、1910年2月12日 - 1987年11月19日）は、韓国の実業家。サムスングループを創業した企業家。号は湖巌（ホアム、 こがん、호암）である。大韓帝国慶尚南道宜寧郡正谷面出身。本貫は慶州李氏。

## 来歴
家族は代々貯蓄に熱心で、祖母は1食でも節約して1枚でも多くの布地を作るために機織りに専念。
学校には入学せず、地元の私塾で論語などを学び、11歳で親元を離れて日本語学校に通った。それでも学校の成績は最低クラスであった。
早稲田大学入学後は仕送りで遊蕩生活を送り、体調不良により大学は中退。
大学中退後、26歳まで現代で言うニートのような生活を送っていたが、これではいけないと馬山にて友人2人と1万円ずつ出資し設立して協同精米所の事業を始めるも、これも2年で失敗。その後米の投機に成功するが、さらに後の土地の投機には失敗。1938年3月1日に大邱で設立した、リンゴと乾魚類の輸出業を行っていた三星商会が今日のサムスングループの始まりである。
三星商会で秉喆はそれまでと異なり慎重な経営を行い、ある程度事業が拡大したところで日本酒の醸造工場を買収。当時日本酒は太平洋戦争の影響で統制品であったため飛ぶように売れた。1945年に新会社となる三星物産公司を設立。1950年に朝鮮戦争が勃発し、国が労働党の支配下になったため、会社は解散となり労働党から財産を没収されるも、アメリカの助けによって秉喆は労働党から解放され、釜山に移って三星物産株式会社を設立。
1966年に次男の李昌熙がサッカリン密輸事件で一時辞任に追い込まれ、長男の李孟熙がサムスングループ会長職を受け継ぐも、朴正煕政権に情報を垂れ込んだと看做して李孟熙を後継者から経営復帰後に外し、秉喆の死後は三男の李健熙がその地位を受け継いだ。
孫（健熙の長男）の李在鎔はサムスングループ会長、孫（健熙の長女）の李富真はホテル新羅社長、サムスンエバーランド社長、サムスン物産商事部門顧問、孫（健熙の次女）の次女の李敍顕はサムスンエバーランドファッション部門の社長である。

## 略歴

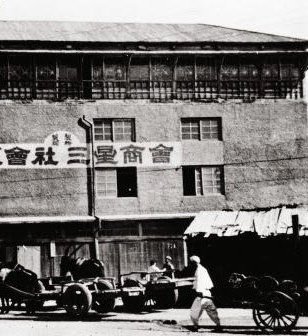
1930年代、大邱のサムスン商会

- 1910年 慶尚南道の大地主 李纘雨の次男として誕生
- 1922年 晋州智水普通学校3年編入、同年9月にソウル寿松普通学校3年編入[4]
- 1934年 早稲田大学を病気と言う名目で中退
- 1936年 協同精米所設立
- 1938年 三星商会設立
- 1948年 三星物産公司設立
- 1951年 三星物産設立
- 1953年 第一製糖設立
- 1954年 第一毛織設立
- 1961年 三星物産会長（ - 1987年）
- 1961年 全国経済人連合会（全経連）会長
- 1963年 東洋放送設立
- 1964年 韓国肥料設立
- 1965年 中央日報設立
- 1965年 成均館大学理事長
- 1969年 三星電子設立
- 1974年 三星石油化学設立
- 1987年 死去

## 親族
政界とのつながりとして、妻の朴杜乙の甥に9期国会議員・元国会議長の朴浚圭がいる。また、長男の妻は元農林部糧政局長・京畿道知事署理の孫永琦の長女、三男の妻は元法務部長官・内務部長官の洪璡基の長女。
- 長女 李仁熙（朝鮮語版）[6]（1929年1月30日 - 2019年1月30日）ハンソルグループ顧問
- 長男 李孟熙（朝鮮語版）[6]（1931年 - 2015年8月14日、療養中の中国北京で死去）CJグループ名誉総裁
  - 孫 李美敬[6] - CJグループ副会長
  - 孫 李在賢（朝鮮語版）[6] - CJグループ会長
- 次男 李昌熙（朝鮮語版）[6]（1933年 - 1991年）セハングループ（Saehan Group）会長
- 次女（1935年 - ）アワーホーム創業者の妻[6]
- 三女（1939年 - ）西江大学校教授の妻[5]
- 四女（1940年 - ）中央日報社長の妻[5]
- 三男 李健熙[6]（1942年 - 2020年10月25日）サムスングループ2代・4代目会長
  - 孫 李在鎔[6] - サムスングループ5代目会長
  - 孫 李富真[6] - ホテル新羅社長、サムスンエバーランド社長、サムスン物産商事部門顧問
  - 孫 李敍顕（朝鮮語版）[6] - サムスンエバーランドファッション部門社長
- 五女 李明熙（朝鮮語版）[6]（1943年 - ）新世界百貨店筆頭株主・新世界グループ会長、ウェスティン朝鮮ホテル名誉会長
  - 外孫 鄭溶鎮[6] - 新世界グループ副会長
  - 外孫 鄭有慶（朝鮮語版）[6] - 新世界グループデパート分野社長

- 四男　倉田泰輝‐倉和興産株式会社会長